# Zelandobius mariae
Zelandobius mariae är en bäcksländeart som beskrevs av Mclellan 1993. Zelandobius mariae ingår i släktet Zelandobius och familjen Gripopterygidae. Inga underarter finns listade i Catalogue of Life.